# Spreitenbach
Spreitenbach is een gemeente en plaats in het Zwitserse kanton Aargau en maakt deel uit van het district Baden.
Spreitenbach telt 10.982 inwoners. De plaats ligt tussen Baden en Zürich aan de zuidzijde van de Limmat. De bebouwing strekt zich uit over een vlakte tussen de Heitersberg en de waterkant.